# Tom Morello
Thomas Baptiste "Tom" Morello, född 30 maj 1964 i Harlem, New York, är en amerikansk gitarrist, sångare och politisk aktivist, känd som medlem i rockbanden Rage Against the Machine och Audioslave, och för soloprojektet The Nightwatchman samt Prophets of Rage.

## Biografi
Tom Morello föddes i New York och växte upp i Libertyville, Illinois, en förort till Chicago, med sin mor. Efter att 1986 tagit examen från Harvard University, där han läste statsvetenskap, flyttade han till Los Angeles. I slutet av 1980-talet spelade han där i bandet Lock Up, som gav ut albumet Something Bitchin' This Way Comes (1989) innan det splittrades.

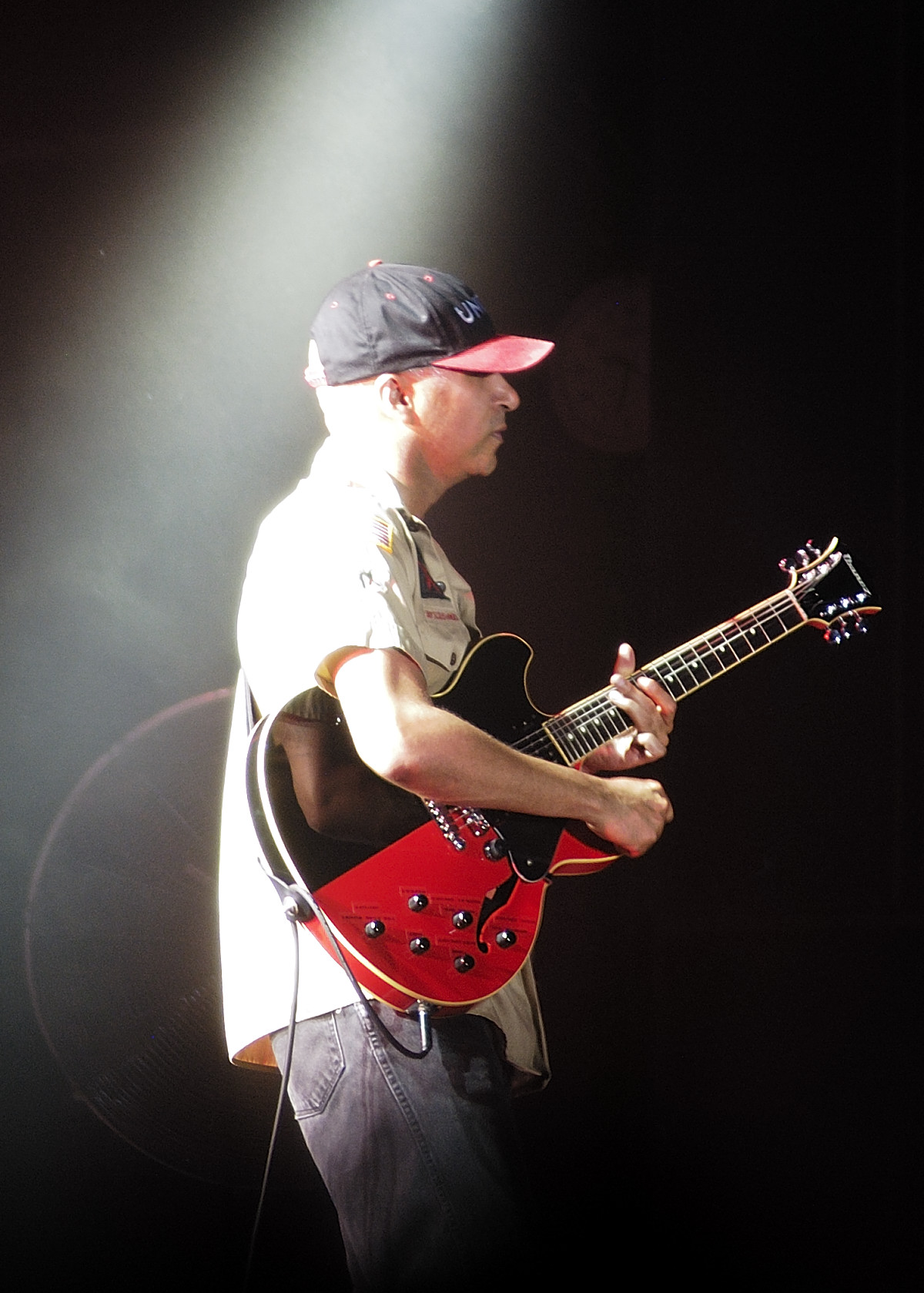
Tom Morello med Rage Against the Machine 2008.

Morello bildade därefter Rage Against the Machine 1991 tillsammans med Zack de la Rocha, Brad Wilk och Tim Commerford. Bandet albumdebuterade 1992 med Rage Against the Machine och gav sedan ut albumen Evil Empire (1996), The Battle of Los Angeles (1999) och Renegades (2000) innan det upplöstes. Tillsammans med Wilk, Commerford och Soundgarden-sångaren Chris Cornell bildade Morello därefter bandet Audioslave.
Audioslave hade en mindre politisk framtoning än Rage Against the Machine och för att få utlopp för sitt politiska engagemang startade Morello 2003 det akustiska soloprojektet The Nightwatchman, genom vilket han gav ut albumet One Man Revolution i april 2007. Rage Against the Machine återförenades kort därefter, efter att Audioslave splittrats tidigare samma år. Ett andra album med The Nightwatchman, The Fabled City, utkom 30 september 2008.
2006 bildade Morello tillsammans med sångaren Boots Riley, från The Coup, bandet Street Sweeper Social Club. Deras självbetitlade debutalbum gavs ut 2009. 
Morello driver tillsammans med Serj Tankian från System of a Down radiokanalen och organisationen Axis of Justice.
Tom Morello utsågs 2003 av tidningen Rolling Stone till den 26:e bästa gitarristen genom tiderna. Han medverkar som en av bossarna i tv-spelet Guitar Hero III: Legends of Rock från 2007.

## Gitarrer och teknik
Morello är känd för att kunna frambringa ljud med sin gitarr som låter allt annat än gitarrlika. Många tror att han har en mängd pedaler men han har bara ett fåtal och det är inte bara pedaler han använder för att frambringa sina ljud. Han drar även ut telesladden och lägger den mot sadeln medan han trycker på wah wah pedalen. Den pedal han mest använder är en digitech whammy. Tom Morello gör även något annat som kallas för att "scratcha" han sänker ner en volymknapp medan den andra är på högsta sen tar han switchern och drar fingrarna mot strängarna.
Gitarren han använt mest i Rage Against the Machine var hans custombyggda gitarr "Arm the Homeless". I Audioslave använde han främst en Fender Stratocaster med "Soul Power" skrivet på kroppen. I soloprojektet The Nightwatchman har han använt en akustisk gitarr med namnet "Whatever It Takes".

## Diskografi (urval)

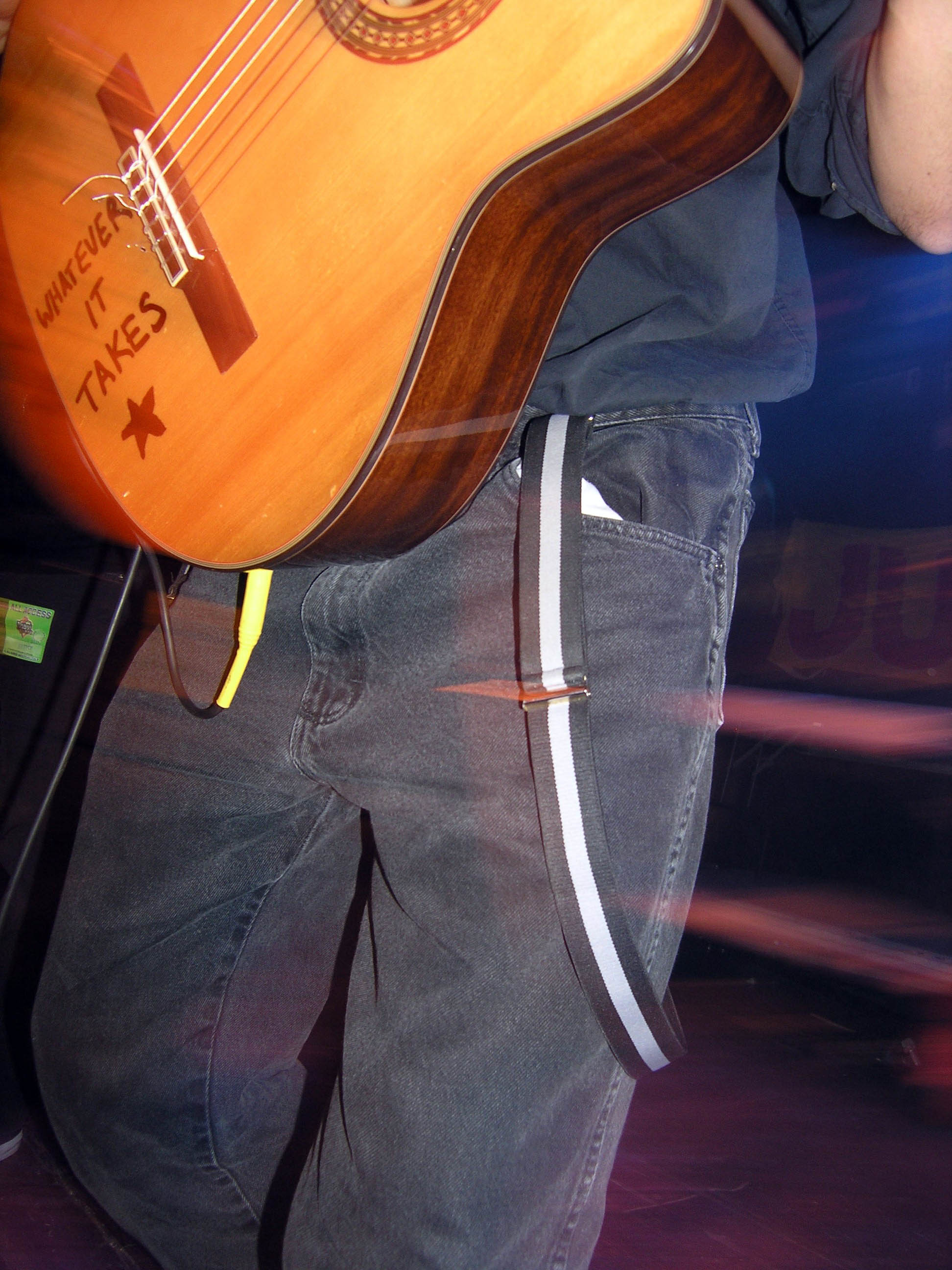
"Whatever It Takes", gitarren Morello använder som The Nightwatchman.

### Lock Up
- Something Bitchin' This Way Comes (1989)

### Rage Against the Machine
- Rage Against the Machine (1992)
- Evil Empire (1996)
- Live & Rare (1997)
- The Battle of Los Angeles, (1999)
- Renegades (2000)
- Live at the Grand Olympic Auditorium (2003)

### Audioslave
- Audioslave (2002)
- Out of Exile (2005)
- Revelations (2006)

### The Nightwatchman

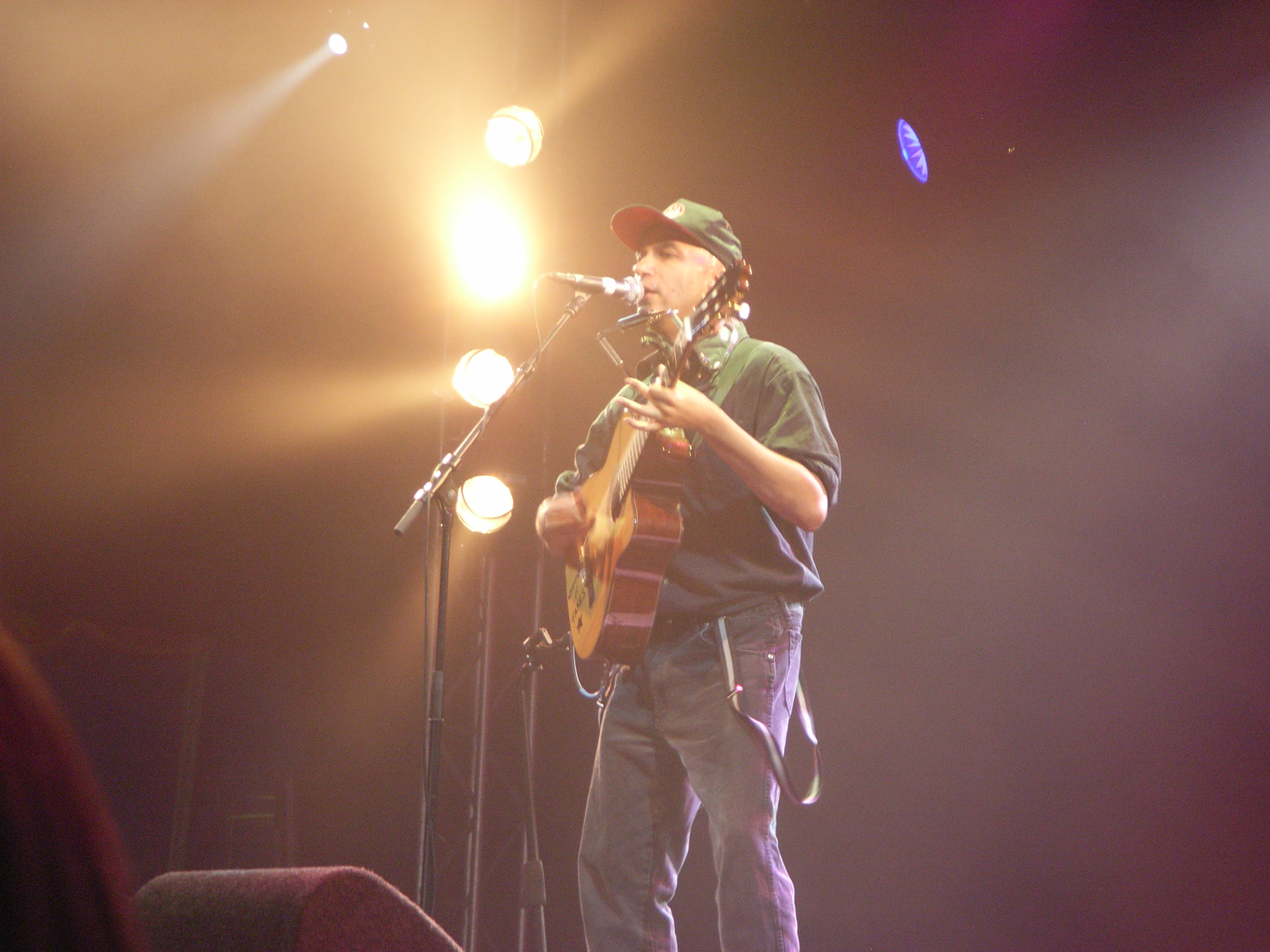
The Nightwatchman på Pinkpop 2007.

- One Man Revolution (2007)
- The Fabled City (2008)[15]
- Union Town EP (2011)
- World Wide Rebel Songs (2011)

### Street Sweeper Social Club
- Street Sweeper Social Club (2009)
- The Ghetto Blaster EP (2010)

### Bruce Springsteen
- Wrecking Ball (2012)
- High Hopes (2014)

### Prophets of Rage
- The Party's Over EP (2016)
- Prophets of Rage (2017)

### Solo
- The Atlas Underground (2018)
- Comandante (2020)

### Som gästmusiker (urval)
- "Big Willie" med Run-DMC, på Down With The King (1993)
- "Rappaz R. N. Dainja" med KRS-One, på Rappaz R. N. Dainja remix EP (1996)
- "One Man Army" med The Prodigy, på Spawn: The Album (1997)[16]
- "Snoop Bounce (Roc N Roll Remix)" med Tim Commerford och Brad Wilk, med Snoop Doggy Dogg, på "Tha Doggfather" CD singel (IND 95550)
- "Come with Me" med Puff Daddy tillsammans med Jimmy Page, på Godzilla OST (1998)
- "Shed Your Skin" med Indigo Girls, på Shed Your Skin[17] (1998)
- "It's a Rockin' World" med Joe Strummer tillsammans med Flea, på Chef Aid: The South Park Album (1998)
- "War" med Bone Thugs-N-Harmony, på Small Soldiers Soundtrack (1998)[18]
- "Electric Uncle Sam", "Mama Didn't Raise No Fool" och "Power Mad" med Primus, på Antipop (1999)
- "Rage" med Atari Teenage Riot på Rage E.P. (2000)
- "Wu-Tang Clan Ain't Nothing Ta Fuck Wit" med Wu-Tang Clan, på Loud Rocks[19] (2000)
- "Name of the Game" and "Wild, Sweet and Cool" med The Crystal Method, på Tweekend (2001)
- "Checkmate (Hang 'em High Remix)" med Cypress Hill, på Stash: This Is the Remix (EP)(2002)[20]
- "Nutmeg Phantasy" med Macy Gray, på Spider-Man Soundtrack (2002)
- "Lateralus" med Tool, på Live at Bonnaroo (2007)
- "Captain Sterling's Little Problem" med The Coup på Pick A Bigger Weapon (2006 )
- "Guitar Battle vs. Tom Morello" på Guitar Hero III: Legends of Rock (2007)
- Iron Man (film) (gästroll där han spelar gitarr)[21] (2008)
- "The Ghost of Tom Joad"  med Bruce Springsteen, på Magic Tour Highlights (live EP) (2008)
- "Rise Up"  med Cypress Hill, på Rise Up (2010)
- "Goodbye – Gate 21 (Rock Remix)"  med Serj Tankian, på  Imperfect Remixes (EP) (2011)
- "Wrote a Song for Everyone" med John Fogerty, på Wrote a Song for Everyone (2013)

## Som aktör
- Saturday Night Live (Episode #21.17, 1996) .... musikgäst med (Rage Against the Machine)
- Star Trek: Insurrection (1998) (uncredited) .... Sonaofficer
- Star Trek: Voyager (Season 6, Episode 20, 2000, "Good Shepherd") .... Crewman Mitchell
- Made (2001) .... Best man
- Berkeley (2005) .... Blue
- Iron Man (2008) .... Insurgent #5